# Fortuna Sittard in het seizoen 2023/24 (vrouwen)
Het seizoen 2023/24 is het 2e jaar in het bestaan van de Sittardse vrouwenvoetbalclub Fortuna Sittard. De club komt uit in de Eredivisie en neemt ook deel aan het toernooi om de KNVB beker.

## Selectie en technische staf

### Selectie
| Nr.             | Nat.                 | Naam                   | Competitie  | Competitie  | Beker       | Beker       | Eredivisie Cup | Eredivisie Cup | Totaal      | Totaal      | Seizoen bij Fortuna Sittard | Vorige club                | Contract     |
| Nr.             | Nat.                 | Naam                   | W           | Goal        | W           | Goal        | W              | Goal           | W           | Goal        | Seizoen bij Fortuna Sittard | Vorige club                | Contract     |
| Doelvrouwen     | Doelvrouwen          | Doelvrouwen            | Doelvrouwen | Doelvrouwen | Doelvrouwen | Doelvrouwen | Doelvrouwen    | Doelvrouwen    | Doelvrouwen | Doelvrouwen | Doelvrouwen                 | Doelvrouwen                | Doelvrouwen  |
| --------------- | -------------------- | ---------------------- | ----------- | ----------- | ----------- | ----------- | -------------- | -------------- | ----------- | ----------- | --------------------------- | -------------------------- | ------------ |
| 1               | Vlag van België      | Diede Lemey            | 18          | 0           | 4           | 0           | 1              | 0              | 23          | 0           | 2e                          | Sassuolo                   | 30 juni 2024 |
| 22              | Vlag van Nederland   | Claire Dinkla          | 4           | 0           | 0           | 0           | 0              | 0              | 5           | 0           | 2e                          | Sc Heerenveen              | 30 juni 2024 |
| 30              | Vlag van Nederland   | Britt Renzen           | 0           | 0           | 0           | 0           | 0              | 0              | 0           | 0           | 2e                          | Jeugd                      | 30 juni 2025 |
| Verdedigsters   |                      |                        |             |             |             |             |                |                |             |             |                             |                            |              |
| 2               | Vlag van Nederland   | Moïsa van Koot         | 6           | 0           | 3           | 0           | 1              | 0              | 10          | 0           | 2e                          | PEC Zwolle                 | 30 juni 2024 |
| 3               | Vlag van Nederland   | Myrthe Moorrees        | 20          | 0           | 3           | 0           | 1              | 0              | 24          | 0           | 1e                          | 1. FC Köln                 | 30 juni 2025 |
| 4               | Vlag van Nederland   | Samantha van Diemen    | 17          | 0           | 2           | 0           | 1              | 0              | 20          | 0           | 2e                          | Feyenoord                  | 30 juni 2024 |
| 6               | Vlag van Nederland   | Anna Knol              | 22          | 0           | 4           | 0           | 1              | 0              | 27          | 0           | 2e                          | Empoli FC                  | 30 juni 2024 |
| 11              | Vlag van Nederland   | Alieke Tuin            | 22          | 3           | 4           | 0           | 1              | 0              | 27          | 3           | 2e                          | VV Alkmaar                 | 30 juni 2024 |
| 18              | Vlag van Nederland   | Briony Duizings        | 0           | 0           | 0           | 0           | 0              | 0              | 0           | 0           | 1e                          | Jeugd                      | Contractloos |
| Middenveldsters |                      |                        |             |             |             |             |                |                |             |             |                             |                            |              |
| 7               | Vlag van IJsland     | Hildur Antonsdottir    | 21          | 4           | 4           | 0           | 1              | 0              | 26          | 4           | 2e                          | Breiðablik Kópavogur       | 30 juni 2024 |
| 8               | Vlag van Nederland   | Dana Foederer          | 10          | 0           | 0           | 0           | 0              | 0              | 10          | 0           | 2e                          | sc Heerenveen              | 30 juni 2024 |
| 10              | Vlag van Afghanistan | Farkhunda Muhtaj       | 6           | 0           | 1           | 0           | 1              | 0              | 8           | 0           | 2e                          | Jeugd                      | 30 juni 2024 |
| 15              | Vlag van Nederland   | Amber van Heeswijk     | 19          | 1           | 3           | 0           | 1              | 0              | 23          | 1           | 2e                          | Borussia Mönchengladbach   | 30 juni 2024 |
| 16              | Vlag van België      | Jarne Teulings         | 22          | 3           | 3           | 0           | 1              | 0              | 26          | 3           | 2e                          | RSC Anderlecht             | 30 juni 2024 |
| 19              | Vlag van IJsland     | Lára Pedersen          | 8           | 0           | 3           | 0           | 1              | 0              | 12          | 0           | 1e                          | Valur                      | 30 juni 2024 |
| 32              | Vlag van Marokko     | Kawtar Aït Omar        | 0           | 0           | 1           | 0           | 1              | 0              | 2           | 0           | 1e                          | Jeugd                      | 30 juni 2024 |
| 44              | Vlag van België      | Féli Delacauw          | 20          | 6           | 4           | 1           | 1              | 0              | 25          | 7           | 2e                          | KAA Gent                   | 30 juni 2024 |
| Aanvalsters     |                      |                        |             |             |             |             |                |                |             |             |                             |                            |              |
| 9               | Vlag van IJsland     | María Ólafsdóttir Grós | 21          | 5           | 3           | 4           | 1              | 0              | 25          | 9           | 2e                          | Thor KA Akureyri           | 30 juni 2024 |
| 13              | Vlag van Nederland   | Hanna Huizenga         | 21          | 3           | 4           | 1           | 0              | 0              | 24          | 4           | 2e                          | SC Heerenveen              | 30 juni 2024 |
| 14              | Vlag van Nederland   | Charlotte Hulst        | 23          | 3           | 4           | 1           | 1              | 0              | 27          | 4           | 2e                          | VV Alkmaar                 | 30 juni 2024 |
| 19              | Vlag van Canada      | Chandra Davidson       | 11          | 2           | 0           | 0           | 0              | 0              | 11          | 2           | 1e                          | Sporting Clube de Portugal | 30 juni 2024 |
| 20              | Vlag van Nederland   | Ted Rooijendijk        | 1           | 0           | 1           | 0           | 0              | 0              | 2           | 0           | 1e                          | Jeugd                      | Contractloos |
| 29              | Vlag van België      | Tessa Wullaert         | 23          | 26          | 4           | 5           | 1              | 0              | 27          | 31          | 2e                          | RSC Anderlecht             | 30 juni 2024 |
| Nr.             | Nat.                 | Naam                   | W           | Goal        | W           | Goal        | W              | Goal           | W           | Goal        | Seizoen bij Fortuna Sittard | Vorige club                | Contract     |
| Nr.             | Nat.                 | Naam                   | Competitie  | Competitie  | Beker       | Beker       | Beker          | Beker          | Totaal      | Totaal      | Seizoen bij Fortuna Sittard | Vorige club                | Contract     |

### Legenda
| # | Reden                                          |
| - | ---------------------------------------------- |
|   | Heeft de club in het lopende seizoen verlaten. |

### Technische staf
| Naam                | Functie           |
| ------------------- | ----------------- |
| Roger Reijners      | Hoofdtrainer      |
| Glenda van Lieshout | Assistent-trainer |
| Wim Dusseldorp      | Assistent-trainer |

## Transfers

### Zomer

#### Aangetrokken 2023/24
| Nat.               | Naam             | Van                        | Contract     | Bijzonderheden |
| ------------------ | ---------------- | -------------------------- | ------------ | -------------- |
| Vlag van Nederland | Myrthe Moorrees  | 1. FC Köln                 | 30 juni 2025 |                |
| Vlag van Canada    | Chandra Davidson | Sporting Clube de Portugal | 30 juni 2024 |                |

#### Vertrokken 2023/24
| Nat.               | Naam               | Naar                     | Bijzonderheden |
| ------------------ | ------------------ | ------------------------ | -------------- |
| Vlag van Turkije   | Yade Acem          | Onbekend                 |                |
| Vlag van Nederland | Suus van der Drift | Borussia Mönchengladbach |                |
| Vlag van Slovenië  | Kristina Erman     |                          | Gestopt        |
| Vlag van Nederland | Anne Heemskerk     | Onbekend                 |                |
| Vlag van België    | Isabelle Iliano    | Club Brugge              |                |
| Vlag van Nederland | Sam Peeters        | Onbekend                 |                |
| Vlag van Nederland | Julia Wattilete    | FC Utrecht               |                |
| Vlag van België    | Carolina Wolters   | Telstar                  |                |

### Winter

#### Aangetrokken 2023/24
| Nat.             | Naam          | Van   | Bijzonderheden |
| ---------------- | ------------- | ----- | -------------- |
| Vlag van IJsland | Lára Pedersen | Valur |                |

#### Vertrokken 2023/24
| Nat.               | Naam             | Naar        | Bijzonderheden |
| ------------------ | ---------------- | ----------- | -------------- |
| Vlag van Canada    | Chandra Davidson | SL Benfica  |                |
| Vlag van Nederland | Dana Foederer    | Utah Royals |                |

## Wedstrijdstatistieken

### Oefenwedstrijden
| Oefenwedstrijd 1                                                                        | FV Mönchengladbach                                    | 0 – 6 (0 – 3)    | Fortuna Sittard                                                                                     | Opstelling Fortuna Sittard |
| 5 augustus 2023 Aanvangstijd: 14.00 uur Plaats: Mönchengladbach Campuspark Rheydt       |                                                       | Wedstrijdverslag | Tessa Wullaert Charlotte Hulst Chandra Davidson Sanne Arons Farkhunda Muhtaj María Ólafsdóttir Grós | Claire Dinkla ( 46' Lemey), Knol ( 46' van Diemen), Van Wershoven ( 46' Moorrees), Tuin ( 46' Lindelauf), Bouzerrade ( 46' Van Heeswijk), Foederer ( 46' Antonsdottir), Teulings ( 46' Aït Omar), Delacauw ( 46' Muhtaj), Hulst ( 46' Ólafsdóttir Gros), Wullaert 46' Rooijendijk), Davidson ( 46' Arons) |
| Oefenwedstrijd 2                                                                        | Fortuna Sittard                                       | 2 – 0 (0 – 0)    | Club YLA                                                                                            | Opstelling Fortuna Sittard |
| 15 augustus 2023 Aanvangstijd: 15.00 uur Plaats: Nederweert Sportpark Op de Hooven      | Hildur Antonsdottir 23' Ted Rooijendijk 43'           | Wedstrijdverslag | | Onbekend |
| Oefenwedstrijd 3                                                                        | Fortuna Sittard                                       | 1 – 2 (1 – 1)    | 1. FC Köln                                                                                          | Opstelling Fortuna Sittard |
| 23 augustus 2023 Aanvangstijd: 14.00 uur Plaats: Nederweert Sportpark Op de Hooven      | Tessa Wullaert 17'                                    | Wedstrijdverslag | 1' Onbekend 76' Onbekend                                                                            | Onbekend |
| Oefenwedstrijd 4                                                                        | Bayer Leverkusen                                      | 2 – 2 (1 – 2)    | Fortuna Sittard                                                                                     | Opstelling Fortuna Sittard |
| 26 augustus 2023 Aanvangstijd: 15.00 uur Plaats: Leverkusen Leistungzentrum Kurtekotten | Amira Arfaoui 1' Kristin Kögel 62'                    | Wedstrijdverslag | 29' Charlotte Hulst 37' Tessa Wullaert                                                              | Lemey, Moorrees, Van Diemen, Antonsdottir, Ólafsdóttir Grós, Tuin, Huizenga, Hulst, Van Heeswijk, Wullaert, Delacauw |
| Oefenwedstrijd 5                                                                        | Bayern München                                        | 3 – 0 (3 – 0)    | Fortuna Sittard                                                                                     | Opstelling Fortuna Sittard |
| 1 september 2023 Aanvangstijd: 18.00 uur Plaats: München FC Bayern Campus               | Lea Schüller 9' Pernille Harder 17' Jill Baijings 32' | Wedstrijdverslag | | Dinkla ( 46' Lemey, Moorrees, Van Diemen, Knol, Tuin, Antonsdóttir ( 85' Muhtaj), Delacauw ( 46' Teulings), Van Heeswijk, Ólafsdóttir Grós ( 46' Foederer), Wullaert, Hulst ( 62' Huizenga) |
| Oefenwedstrijd 6                                                                        | Fortuna Sittard                                       | 4 – 4            | Oud-Heverlee Leuven                                                                                 | Opstelling Fortuna Sittard |
| 6 januari 2024 Aanvangstijd: Onbekend Plaats:                                           | Onbekend                                              | Wedstrijdverslag | Onbekend                                                                                            | |
| Oefenwedstrijd 7                                                                        | Fortuna Sittard                                       | 3 – 3            | SC Freiburg                                                                                         | Opstelling Fortuna Sittard |
| 13 januari 2024 Aanvangstijd: 15.00 uur Plaats:                                         | Onbekend                                              | Wedstrijdverslag | Eileen Campbell Lisa Kolb Janina Minge                                                              | Onbekend |
| Oefenwedstrijd 8                                                                        | Fortuna Sittard                                       | 2 – 3 (2 – 2)    | Bayer 04 Leverkusen                                                                                 | Opstelling Fortuna Sittard |
| 19 januari 2024 Aanvangstijd: 14:00 uur Plaats: Horst Sportpark ter Horst               | Charlotte Hulst 16', 43'                              | Wedstrijdverslag | 39' Synne Skinnes Hansen 43' Verena Wieder 90' Julie Jorde                                          | Lemey, Moorrees, Van Diemen, Knol, Antonsdóttir, Tuin, Hulst, Van Heeswijk, Teulings, Wullaert, Delacauw |

### Eredivisie
|       | ADO Den Haag | Ajax  | AZ Alkmaar | Excelsior | Feyenoord | sc Heerenveen | PEC Zwolle | PSV   | Telstar | FC Twente | FC Utrecht |
| ----- | ------------ | ----- | ---------- | --------- | --------- | ------------- | ---------- | ----- | ------- | --------- | ---------- |
| Thuis | 0 – 4        | 0 – 4 | 0 – 1      | 5 – 0     | 2 – 1     | 4 – 0         | 3 – 1      | 1 – 0 | 7 – 1   | 2 – 0     | 2 – 2      |
| Uit   | 1 – 1        | 1 – 1 | 1 – 0      | 2 – 4     | 1 – 3     | 0 – 0         | 1 – 7      | 3 – 0 | 0 – 8   | 3 – 1     | 0 – 6      |

| Speelronde 1                                                                         | Fortuna Sittard                                                                                                   | 3 – 1 (0 – 0)    | PEC Zwolle | Opstelling Fortuna Sittard |
| 8 september 2023 Aanvangstijd: 19.30 uur Plaats: Sittard Fortuna Sittard Stadion     | Tessa Wullaert 44' 74' (pen.), 81' Hildur Antonsdottir 86' Chandra Davidson 86'                                   | Wedstrijdverslag | 48' Maud Rutgers | Lemey, Ólafsdóttir Grós ( 46' Delacauw), Knol, Moorrees, Tuin, van Heeswijk, Antonsdottir, Foederer ( 90' van Diemen), Hulst ( 60' Davidson, Teulings ( 60' Huizenga), Wullaert                |
| Speelronde 2                                                                         | Feyenoord | 1 – 3 (1 – 2)    | Fortuna Sittard | Opstelling Fortuna Sittard |
| 17 september 2023 Aanvangstijd: 12.15 uur Plaats: Rotterdam Sportcomplex Varkenoord  | Esmee de Graaf 23' Justine Brandau 61' Maxime Bennink 82'                                                         | Wedstrijdverslag | 41' Jarne Teulings 35' Charlotte Hulst 54' Amber van Heeswijk 84' Tessa Wullaert                                                        | Dinkla, Van Diemen, Knol, Moorrees, Tuin, Foederer, Antonsdottir, van Heeswijk ( 88' Ólafsdóttir Grós), Teulings ( 73' Delacauw), Wullaert ( 90+3' Huizenga), Hulst ( 73' Davidson)            |
| Speelronde 3                                                                         | Fortuna Sittard                                                                                                   | 5 – 0 (2 – 0)    | Excelsior Rotterdam | Opstelling Fortuna Sittard |
| 1 oktober 2023 Aanvangstijd: 12.15 uur Plaats: Sittard Fortuna Sittard Stadion       | Feli Delacauw 31' Alieke Tuin 34' Chandra Davidson 47' Hanna Huizenga 58' Jarne Teulings 59'                      | Wedstrijdverslag | | Lemey, van Diemen, Knol, Moorrees, Tuin ( 46' Huizenga), Delacauw ( 58' Antonsdottir), Foederer, Hulst ( 70' Muhtaj), Teulings ( 85' Ólafsdóttir Grós), Davidson ( 70' Wullaert)               |
| Speelronde 5                                                                         | Fortuna Sittard                                                                                                   | 1 – 0 (0 – 0)    | PSV | Opstelling PSV |
| 14 oktober 2023 Aanvangstijd: 14.00 uur Plaats: Sittard Fortuna Sittard Stadion      | Tessa Wullaert 59' 90+4'                                                                                          | Wedstrijdverslag | 45' Laura Strik 59' Zera Hulswit 84' Siri Worm                                                                                          | Lemey, Van Diemen ( 46' Davidson, Knol, Moorrees, Tuin, Van Heeswijk, Foederer, Hulst ( 77' Ólafsdottir Grós), Teulings ( 86' Huizenga), Wullaert                                              |
| Speelronde 6                                                                         | Fortuna Sittard                                                                                                   | 0 – 4 (0 – 1)    | AFC Ajax | Opstelling Fortuna Sittard |
| 22 oktober 2023 Aanvangstijd: 12.15 uur Plaats: Sittard Fortuna Sittard Stadion      | Féli Delacauw 32' Jarne Teulings 87' Alieke Tuin 90+1'                                                            | Wedstrijdverslag | 28', 53' Leuchter 39' Sherida Spitse 61', 68' Tiny Hoekstra                                                                             | Dinkla, Van Diemen ( 60' Teulings), Knol, Moorrees, Tuin, Van Heeswijk, Delacauw ( 82' Foederer), Antonsdottir, Olafsdottir Grós ( 60' Davidson), Wullaert, Hulst ( 72' Huizenga)              |
| Speelronde 7                                                                         | FC Twente | 3 – 1 (2 – 0)    | Fortuna Sittard | Opstelling Fortuna Sittard |
| 5 november 2023 Aanvangstijd: 12.15 uur Plaats: Enschede Sportpark Schreurserve      | Marisa Olislagers 23' 28' Taylor Ziemer 40' Leonie Vliek 61'                                                      | Wedstrijdverslag | 62' Tessa Wullaert | Lemey, Van Diemen, Knol, Moorrees, Tuin, Foederer, Antonsdottir ( 68' Teulings), Ólafsdóttir Grós, Davidson), Wullaert, Hulst                                                                  |
| Speelronde 8                                                                         | ADO Den Haag | 1 – 1 (0 – 1)    | Fortuna Sittard | Opstelling Fortuna Sittard |
| 11 november 2023 Aanvangstijd: 14.00 uur Plaats: Den Haag Bingoal Stadion            | Lobke Loonen 90+5' Vanessa Susanna 90+7'                                                                          | Wedstrijdverslag | 22' Alieke Tuin 37' Hildur Antonsdottir                                                                                                 | Lemey, Knol, Moorrees, Van Diemen, Tuin, Van Heeswijk, Antonsdottir ( 69' Foederer), Delacauw ( 79' Huizenga), Ólafsdóttir Grós ( 46' Davidson), Wullaert, Hulst ( 79' Teulings)               |
| Speelronde 9                                                                         | Fortuna Sittard                                                                                                   | 4 – 0 (1 – 0)    | Sc Heerenveen | Opstelling Fortuna Sittard |
| 17 november 2023 Aanvangstijd: 19.30 uur Plaats: Sittard Fortuna Sittard Stadion     | Hester Algra 30' (e.d.) Féli Delacauw 47' Tessa Wullaert 56' Jarne Teulings 85'                                   | Wedstrijdverslag | | Lemey, Knol, Moorrees, Van Diemen, Tuin ( 72' Huizenga), Van Heeswijk, Antonsdottir ( 62' Foederer), Delacauw ( 47' Teulings), Ólafsdóttir Grós, Wullaert ( 86' Davidson), Hulst ( 86' Muhtaj) |
| Speelronde 10                                                                        | Fortuna Sittard                                                                                                   | 7 – 1 (5 – 0)    | Telstar | Opstelling Fortuna Sittard |
| 24 november 2023 Aanvangstijd: 19.30 uur Plaats: Sittard Fortuna Sittard Stadion     | Charlotte Hulst 2' María Ólafsdóttir Grós 5', 28' Tessa Wullaert 8', 34' Amber van Heeswijk 47' Féli Delecauw 56' | Wedstrijdverslag | 21' Kim Remijnse 72' Mila Lagcher | Lemey, Knol, Moorrees ( 79' Muhtaj), Van Diemen, Tuin ( 62' Davidson), Van Heeswijk, Antonsdottir ( 62' Foederer), Delacauw ( 62' Teulings), Olafsdottir Grós, Wullaert ( 62' Huizenga), Hulst |
| Speelronde 11                                                                        | FC Utrecht | 0 – 6 (0 – 4)    | Fortuna Sittard | Opstelling Fortuna Sittard |
| 10 december 2023 Aanvangstijd: 12.15 uur Plaats: Utrecht Sportcomplex Zoudenbalch    | | Wedstrijdverslag | 6', 77' (pen.), 82' (pen.) Tessa Wullaert 7', 15' Hildur Antonsdottir 19' Féli Delacauw 74' Amber van Heeswijk                          | Lemey, Knol, Moorrees, Van Diemen, Tuin, Van Heeswijk ( 82' Foederer), Antonsdottir, Delacauw ( 59' Teulings), Ólafsdóttir Grós ( 59' Huizenga), Wullaert, Hulst ( 82' Davidson)               |
| Speelronde 4 (inhaalduel)                                                            | AZ | 1 – 0 (0 – 0)    | Fortuna Sittard | Opstelling Fortuna Sittard |
| 15 december 2023 Aanvangstijd: 19.30 uur Plaats: Wijdewormer Sportcomplex Kalverhoek | Floor Spaan 77' Robin Blom 89'                                                                                    | Wedstrijdverslag | 74' Samantha van Diemen | Dinkla, Knol, Moorrees, Van Diemen ( 86' Teulings), Tuin, Van Heeswijk, Antonsdottir, Delacauw ( 46' Davidson), Ólafsdóttir Grós ( 60' Huizenga), Wullaert, Hulst                              |
| Speelronde 13                                                                        | Ajax | 1 – 1 (0 – 0)    | Fortuna Sittard | Opstelling Fortuna Sittard |
| 27 januari 2024 Aanvangstijd: 16.30 uur Plaats: Amsterdam Sportpark De Toekomst      | Lotte Keukelaar 73'                                                                                               | Wedstrijdverslag | 65' Samantha van Diemen 81' María Ólafsdóttir Grós 90' Anna Knol                                                                        | Lemey, Knol, Moorrees, Van Diemen, Tuin, Van Heeswijk, Antonsdottir ( 83' Pedersen), Delacauw, Teulings ( 63' Ólafsdóttir Grós), Wullaert, Hulst ( 87' Huizenga)                               |
| Speelronde 12 (inhaalduel)                                                           | Fortuna Sittard                                                                                                   | 2 – 1 (1 – 1)    | Feyenoord | Opstelling Fortuna Sittard |
| 31 januari 2024 Aanvangstijd: 20.00 uur Plaats: Sittard Fortuna Sittard Stadion      | Tessa Wullaert 21' Jarne Teulings 24' Féli Delacauw 52' 72' Amber van Heeswijk 62' Alieke Tuin 84'                | Wedstrijdverslag | 37' Jada Conijnenberg | Lemey, Knol, Moorrees, Van Diemen, Tuin, Van Heeswijk, Antonsdottir ( 82' Huizenga), Delacauw, Teulings, Wullaert, Hulst ( 82' Ólafsdóttir Grós)                                               |
| Speelronde 14                                                                        | Fortuna Sittard                                                                                                   | 0 – 4 (0 – 3)    | ADO Den Haag | Opstelling Fortuna Sittard |
| 4 februari 2024 Aanvangstijd: 14.30 uur Plaats: Sittard Fortuna Sittard Stadion      | | Wedstrijdverslag | 10' Lobke Loonen 25' Bo Vonk 36' Daniëlle Noordermeer 72' Gina Viehoff                                                                  | Dinkla, Knol, Moorrees, Van Diemen, Tuin, Van Heeswijk, Antonsdottir ( 61' Pedersen), Delacauw, Teulings ( 46' Olafsdottir Grós), Wullaert, Hulst ( 46' Huizenga)                              |
| Speelronde 14                                                                        | sc Heerenveen | 0 – 0 (0 – 0)    | Fortuna Sittard | Opstelling Fortuna Sittard |
| 11 februari 2024 Aanvangstijd: 16:45 uur Plaats: Heerenveen Sportpark Skoatterwâld   | Jet van Beijeren 40' Chantal Schouwstra 90+3'                                                                     | Wedstrijdverslag | 71' Anna Knol | Lemey, Knol, Moorrees, Van Diemen, Tuin, Van Heeswijk, Delacauw, Teulings ( 75' Olafsdottir Grós), Hulst, Wullaert, Huizenga ( 88' Pedersen)                                                   |
| Speelronde 16                                                                        | PSV | 3 – 0 (2 – 0)    | Fortuna Sittard | Opstelling Fortuna Sittard |
| 2 maart 2024 Aanvangstijd: 14.00 uur Plaats: Eindhoven PSV Campus De Herdgang        | Indiah-Paige Riley 28' Nina Nijstad 35' Joëlle Smits 62' (pen.)                                                   | Wedstrijdverslag | 25' Tessa Wullaert | Lemey, Knol, Van Diemen ( 46' Ólafsdóttir Grós), Tuin, Antonsdóttir, Teulings ( 67' Huizenga), Van Heeswijk, Pedersen, Hulst ( 77' Van Koot), Wullaert, Delacauw                               |
| Speelronde 17                                                                        | Fortuna Sittard                                                                                                   | 0 – 1 (0 – 0)    | AZ | Opstelling Fortuna Sittard |
| 9 maart 2024 Aanvangstijd: 16.30 uur Plaats: Sittard Fortuna Sittard Stadion         | Hildur Antonsdóttir 19'                                                                                           | Wedstrijdverslag | 76' Floor Spaan | Lemey, Ólafsdottir Grós ( 81' Van Koot), Knol, Pedersen, Tuin, Antonsdóttir, Teulings, Delacauw, Hulst, Wullaert, Huizenga                                                                     |
| Speelronde 18                                                                        | Telstar | 0 – 8 (0 – 5)    | Fortuna Sittard | Opstelling Fortuna Sittard |
| 22 maart 2024 Aanvangstijd: 18.45 uur Plaats: Velsen-Zuid 711 Stadion                | Puck Donker 56' Anna van der Vlist 73'                                                                            | Wedstrijdverslag | 14', 20', 27', 36', 53', 77', 82' Tessa Wullaert 41' Charlotte Hulst                                                                    | Lemey, Van Koot ( 46' Moorrees), Knol, Pedersen, Tuin, Antonsdóttir ( 62' Muhtaj), Delacauw, Hulst, Teulings, Huizenga, Wullaert ( 90+2' Rooijendijk)                                          |
| Speelronde 19                                                                        | Fortuna Sittard                                                                                                   | 2 – 2 (2 – 1)    | FC Utrecht | Opstelling Fortuna Sittard |
| 30 maart 2024 Aanvangstijd: 16.30 uur Plaats: Sittard Fortuna Sittard Stadion        | Tessa Wullaert 16', 45'                                                                                           | Wedstrijdverslag | 1' Eshly Bakker 69' Tami Groenendijk 86' Elisha Kruize                                                                                  | Lemey, Van Koot ( 46' Moorrees), Pedersen, Knol, Tuin, Antonsdóttir, Teulings ( 46' Van Heeswijk), Hulst, Huizenga, Ólafsdóttir Grós ( 46' Delacauw), Wullaert                                 |
| Speelronde 20                                                                        | Excelsior | 2 – 4 (1 – 0)    | Fortuna Sittard | Opstelling Fortuna Sittard |
| 21 april 2024 Aanvangstijd: 12.15 uur Plaats: Rotterdam Van Donge & De Roo Stadion   | Dana Breewel 19' Chelsea Homan 90+5'                                                                              | Wedstrijdverslag | 53', 61' Hanna Huizenga 73', 90+4' Tessa Wullaert                                                                                       | Lemey, Moorrees, Van Diemen, Knol, Tuin, Van Heeswijk, Antonsdóttir, Pedersen ( 85' Muhtaj), Ólafsdóttir Grós ( 46' Huizenga), Wullaert, Teulings ( 46' Hulst)                                 |
| Speelronde 21                                                                        | Fortuna Sittard                                                                                                   | 2 – 0 (0 – 0)    | FC Twente | Opstelling Fortuna Sittard |
| 1 mei 2024 Aanvangstijd: 18.45 uur Plaats: Sittard Fortuna Sittard Stadion           | Tessa Wullaert 69' Féli Delacauw 79'                                                                              | Wedstrijdverslag | 61' Elena Dhont 64' Danique van Ginkel                                                                                                  | Lemey, Van Koot, Moorrees, Knol, Tuin, Van Heeswijk, Antonsdóttir, Delacauw ( 81' Huizenga), Ólafsdóttir Grós, Wullaert, Teulings ( 59' Hulst)                                                 |
| Speelronde 22                                                                        | PEC Zwolle | 1 – 7 (0 – 3)    | Fortuna Sittard | Opstelling Fortuna Sittard |
| 11 mei 2024 Aanvangstijd: 16.30 uur Plaats: Zwolle MAC³PARK stadion                  | Kely Pruim 36' (pen.) Zoë Zuidberg 54'                                                                            | Wedstrijdverslag | 38' Alieke Tuin 44', 82' Tessa Wullaert 45+1', 56' María Ólafsdóttir Grós 66' Hildur Antonsdóttir 70' (e.d.) Inske Weiman 80' Anna Knol | Lemey, Van Koot, Knol, Moorrees, Tuin ( 90' Muhtaj), Antonsdóttir, Van Heeswijk, Ólafsdóttir Grós, Delacauw ( 63' Teulings), Hulst ( 63' Huizenga), Wullaert                                   |

### KNVB Beker
| Achtste Finales                                                                    | PEC Zwolle                                                                            | 1 – 2 (0 – 1)    | Fortuna Sittard                                                                      | Opstelling Fortuna Sittard |
| 16 februari 2024 Aanvangstijd: 19:30 uur Plaats: Berkum Sportpark de Vegtlust      | Sophie van Vugt 81'                                                                   | Wedstrijdverslag | 9' Charlotte Hulst 69' Tessa Wullaert                                                | Lemey, Knol, Moorrees, Van Diemen, Tuin, Van Heeswijk, Teulings, Antonsdóttir, Hulst, Wullaert, Delacauw ( 90' Huizenga)                                                                          |
| Kwartfinale                                                                        | Fortuna Sittard                                                                       | 4 – 0 (1 – 0)    | FC Utrecht                                                                           | Opstelling Fortuna Sittard |
| 17 maart 2024 Aanvangstijd: 14:30 uur Plaats: Sittard Fortuna Sittard Stadion      | Tessa Wullaert 26', 90' Hanna Huizenga 47' Alieke Tuin 75' María Ólafsdóttir Grós 83' | Wedstrijdverslag | 80' Eshly Bakker                                                                     | Lemey, Knol, Pedersen, Van Diemen ( 76' Van Koot), Tuin, Hulst ( 76' Ólafsdóttir Grós), Delacauw, Antonsdóttir ( 87' Muhtaj), Teulings ( 90+3' Aït Omar), Huizenga ( 90+3' Rooijendijk), Wullaert |
| Halve finale                                                                       | Excelsior                                                                             | 0 – 5 (0 – 1)    | Fortuna Sittard                                                                      | Opstelling Fortuna Sittard |
| 17 april 2024 Aanvangstijd: 19:30 uur Plaats: Rotterdam Van Donge & De Roo Stadion | Kimberley Smit 22' Yentl van Goch 68'                                                 | Wedstrijdverslag | 6', 61' Tessa Wullaert 68' Amber van Heeswijk 76', 86', 90+3' María Ólafsdóttir Grós | Lemey, Van Koot ( 90' Pedersen), Moorrees, Knol, Tuin, Antonsdóttir, Teulings, Van Heeswijk, Ólafsdóttir Grós, Wullaert, Hulst ( 60' Delacauw) ( 72' Huizenga)                                    |
| Finale                                                                             | Ajax                                                                                  | 3 – 1 (0 – 0)    | Fortuna Sittard                                                                      | Opstelling Fortuna Sittard |
| 30 mei 2024 Aanvangstijd: 14:30 uur Plaats: Tilburg Koning Willem II Stadion       | Nadine Noordam 54' Rosa van Gool 58' Bente Jansen 85'                                 | Wedstrijdverslag | 65' Féli Delacauw                                                                    | Lemey, Van Koot, Moorrees ( 86' Pedersen), Knol, Tuin, Antonsdóttir, Delacauw, Van Heeswijk ( 86' Huizenga), Ólafsdóttir Grós, Wullaert, Hulst                                                    |

### Eredivisie Cup
| Halve Finale                                                                | FC Twente                                                                 | 3 – 0 (2 – 0)    | Fortuna Sittard | Opstelling Fortuna Sittard |
| 15 mei 2024 Aanvangstijd: 19.30 uur Plaats: Enschede Sportpark Schreurserve | Renate Jansen 4' Kayleigh van Dooren 41' Marit Auée 56' Kim Everaerts 75' | Wedstrijdverslag |                 | Lemey, Van Koot ( 62' Pedersen), Moorrees, Knol, Tuin ( 80' Van Diemen), Van Heeswijk, Antonsdóttir ( 80' Aït Omar), Delacauw, Teulings ( 69' Hulst), Ólafsdóttir Grós ( 80' Muhtaj), Wullaert |

## Statistieken Fortuna Sittard 2023/24

### Tussenstand Fortuna Sittard in de Nederlandse Eredivisie Vrouwen 2023/24
| Stand | Gespeeld | Gewonnen | Gelijk | Verloren | Punten | Doelpunten voor | Doelpunten tegen | Gele kaarten | Rode kaarten |
| ----- | -------- | -------- | ------ | -------- | ------ | --------------- | ---------------- | ------------ | ------------ |
| 4e    | 22       | 12       | 4      | 6        | 40     | 57              | 27               | 21           | 0            |

### Topscorers
| #              | Naam                        | Goal |
| -------------- | --------------------------- | ---- |
| 1.             | Tessa Wullaert              | 26   |
| 2.             | Féli Delacauw               | 6    |
| 3.             | María Ólafsdóttir Grós      | 5    |
| 4.             | Hildur Antonsdóttir         | 3    |
| 4.             | Hanna Huizenga              | 3    |
| 4.             | Charlotte Hulst             | 3    |
| 4.             | Jarne Teulings              | 3    |
| 4.             | Alieke Tuin                 | 3    |
| 9.             | Chandra Davidson            | 2    |
| 10.            | Amber van Heeswijk          | 1    |
| Eigen doelpunt |                             |      |
| 1.             | Hester Algra (Sc Heerenveen | 1    |
| 1.             | Inske Weiman (PEC Zwolle)   | 1    |
| Totaal         | Totaal                      | 57   |

| #      | Naam                   | Goal |
| ------ | ---------------------- | ---- |
| 1.     | Tessa Wullaert         | 5    |
| 2.     | María Ólafsdóttir Grós | 4    |
| 3.     | Féli Delacauw          | 1    |
| 3.     | Hanna Huizenga         | 1    |
| 3.     | Charlotte Hulst        | 1    |
| Totaal | Totaal                 | 12   |

| #      | Naam   | Goal |
| ------ | ------ | ---- |
| 1.     | -      |      |
| Totaal | Totaal | 0    |

| #      | Naam                   | Goal |
| ------ | ---------------------- | ---- |
| 1.     | Charlotte Hulst        | 4    |
| 2.     | Tessa Wullaert         | 3    |
| 3.     | Hildur Antonsdottir    | 1    |
| 3.     | Sanne Arons            | 1    |
| 3.     | Chandra Davidson       | 1    |
| 3.     | Farkhunda Muhtaj       | 1    |
| 3.     | María Ólafsdóttir Grós | 1    |
| 3.     | Ted Rooijendijk        | 1    |
| Totaal | Totaal                 | 13   |

### Kaarten
| #      | Naam                | Kreeg geel |
| ------ | ------------------- | ---------- |
| 1.     | Amber van Heeswijk  | 4          |
| 2.     | Hildur Antonsdóttir | 3          |
| 2.     | Anna Knol           | 3          |
| 2.     | Tessa Wullaert      | 3          |
| 5.     | Samantha van Diemen | 2          |
| 5.     | Féli Delacauw       | 2          |
| 5.     | Jarne Teulings      | 2          |
| 5.     | Alieke Tuin         | 2          |
| Totaal | Totaal              | 21         |

| #      | Naam   | Kreeg voor de tweede keer geel en dus rood |
| ------ | ------ | ------------------------------------------ |
| –      |        | 0                                          |
| Totaal | Totaal | 0                                          |

| #      | Naam   | Weggestuurd |
| ------ | ------ | ----------- |
| 1.     |        |             |
| Totaal | Totaal | '           |

## Voetnoten
ADO Den Haag · 
Ajax · 
AZ · 
Excelsior · 
Feyenoord · 
Fortuna Sittard · 
sc Heerenveen · 
PEC Zwolle · 
PSV · 
Telstar · 
FC Twente · 
FC Utrecht